# 聖ルチア祭

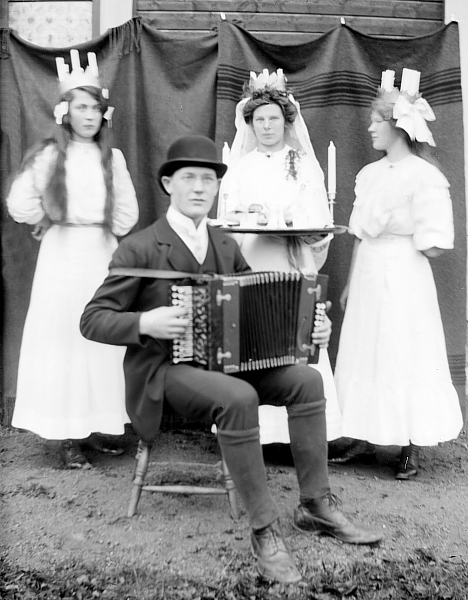
聖ルチア祭の扮装をした少女たち。20世紀初頭のスウェーデンの写真

聖ルチア聖人祭 （せいルチアせいじんさい、または聖ルチアの日 英:Saint Lucia Day 典:Luciadagen 芬:Lucian päivä)、は、キリスト教の聖人聖ルチアの聖名祝日を祝う行事で、12月13日に行われる。クリスマスシーズンのアドベント（待誕節）が始まるころに行われる。西方教会では伝統的に重要な聖名祝日で、スカンディナヴィア諸国と南欧が主として伝統的行事としている。スウェーデン、デンマーク、ノルウェー、フィンランド、イタリア、ボスニア・ヘルツェゴビナ、アイスランド、クロアチアで行われる。16世紀にグレゴリオ暦が改訂されるまで、聖ルチア祭は北半球の冬至の日であり、スカンディナヴィア諸国では、12月13日に一家の子供の中で年長の少女が祝祭に参加する。少女は聖ルチアに扮してロウソクの冠を被り、ロウソクを手に持ち、同じ扮装をした少女たちと一緒に行進する。ロウソクは、生命を奪うことを拒む、火の象徴である。少女たちはナポリ民謡『サンタルチア』のメロディーを歌いながら部屋へ入ってくる。エンリコ・カルーソーが録音したことで広く知られるこの歌はナポリの美しい港の情景を歌ったものだが、スカンディナヴィア諸国の詩ではルチアが闇の中から光と共に現れたという内容になっていて各地域の言語で歌われている。行進の際にはクリスマス・キャロルや、そのほかのルチア祭の歌を歌う。
スカンディナヴィア諸国がかつてカトリックを信仰していた頃、ルチア祭の夜は他のキリスト教の聖人たちと同様に祝われていた。しかし、その伝統は1530年代の宗教改革で途絶えた。ユリウス暦によると、ルチア祭の夜は一年で最も夜が長い。雪が降る前の11月と12月の夜は非常に暗く長いことから、闇から光が現れたという考えが特に北国で伝統的に支持されてきた理由だ。

## スウェーデン

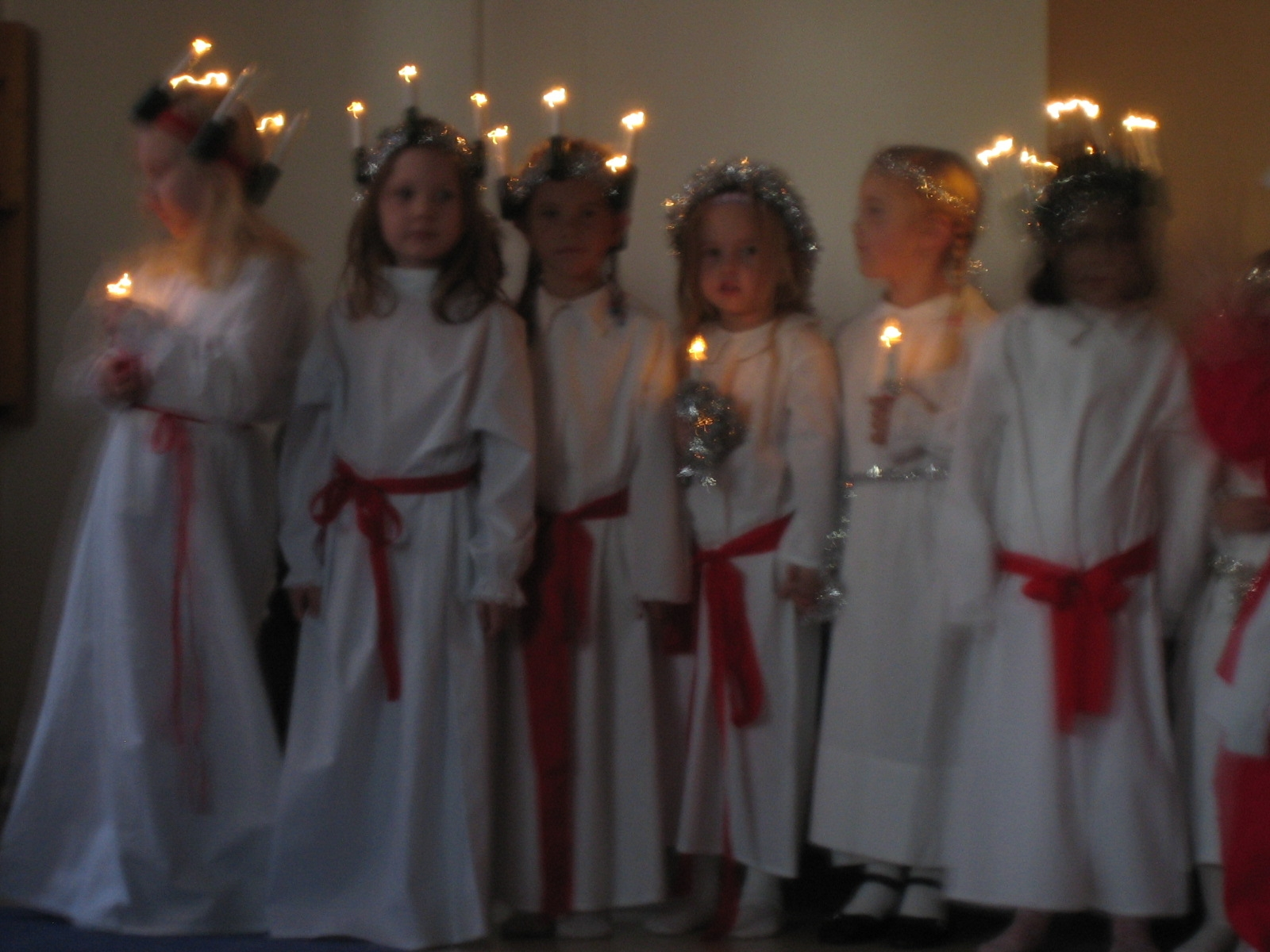
ルチアの歌を歌う子供たち。スウェーデン

スウェーデンでのルチア祭は、再生の意味を帯びる。ドイツで女児をもつプロテスタントの一家が子供に『子供のキリスト』の扮装をさせクリスマス・プレゼントを手渡した、という行事が持ち込まれたためである。クリスマス・イヴに、子供の頭にロウソクのリースを飾り、飴やケーキを手渡すのである。また他に、古いスウェーデンの伝統行事である『星の子供たち』（アドベントとクリスマスの間行われる別の行事で、白い服を着て天使の扮装をし、クリスマス・キャロルを歌う）がルチア祭に取り込まれたのだという節もある。どちらのケースでも、白いドレスを着た女性が頭にロウソクを飾り、ルチアの日の朝に現れるという現在の内容と似ており、1700年代後半のヴェーネルン湖周辺の地方からゆっくりと国中に広がり、1800年代には全国で見られるようになった。
家庭でのルチア祭の行列を、カール・ラーションが描いている。一家の年長の娘がロウソクのリースを被り、白いドレスを着てルチアの歌を歌いながら、コーヒーと「ルチアの小型ロールパン」を両親へ運ぶ。同じ扮装をした他の娘たちが手にロウソクを持ってそれを手伝うが、年長の娘と違ってリースを身につけない。
現在の公的な行進は、1927年のストックホルムで始まった。地元新聞が、その年の『ルチア』役を新聞で公募したのである。これを発端として、地方紙を通じて国中にこのやり方が広まった。現在、多くの都市で毎年ルチアを選出する。学校でルチア役を選び、助手の娘たちを生徒の中から選んだりする。スウェーデンを代表するルチアは、国営放送の番組で地方大会優勝者の中から選ばれた。 地方選出のルチアは、地元ショッピング・モールや老人世帯、教会を訪問し、歌を歌いながらジンジャークッキーを手渡す。最近、ブロンドの白人でなければルチアになれないのかという議論が巻き起こった。しかし、ルチアの選出は人種の違いを問題とはしておらず、2000年に初めて非白人の少女がスウェーデン代表のルチアとなった。
今や、行列の中には少年もいる。白い服を着るのは同じだが、黄金の星を飾った円錐形の帽子（stjärngossar、星の少年という意味）を被る者もいる。ランタンを持ったトムテの扮装をする者もいる。また、ジンジャーブレッドマンのなりで参加する者もいる。彼らは特に、キリスト教最初の殉教者ステファノの歌を歌う。

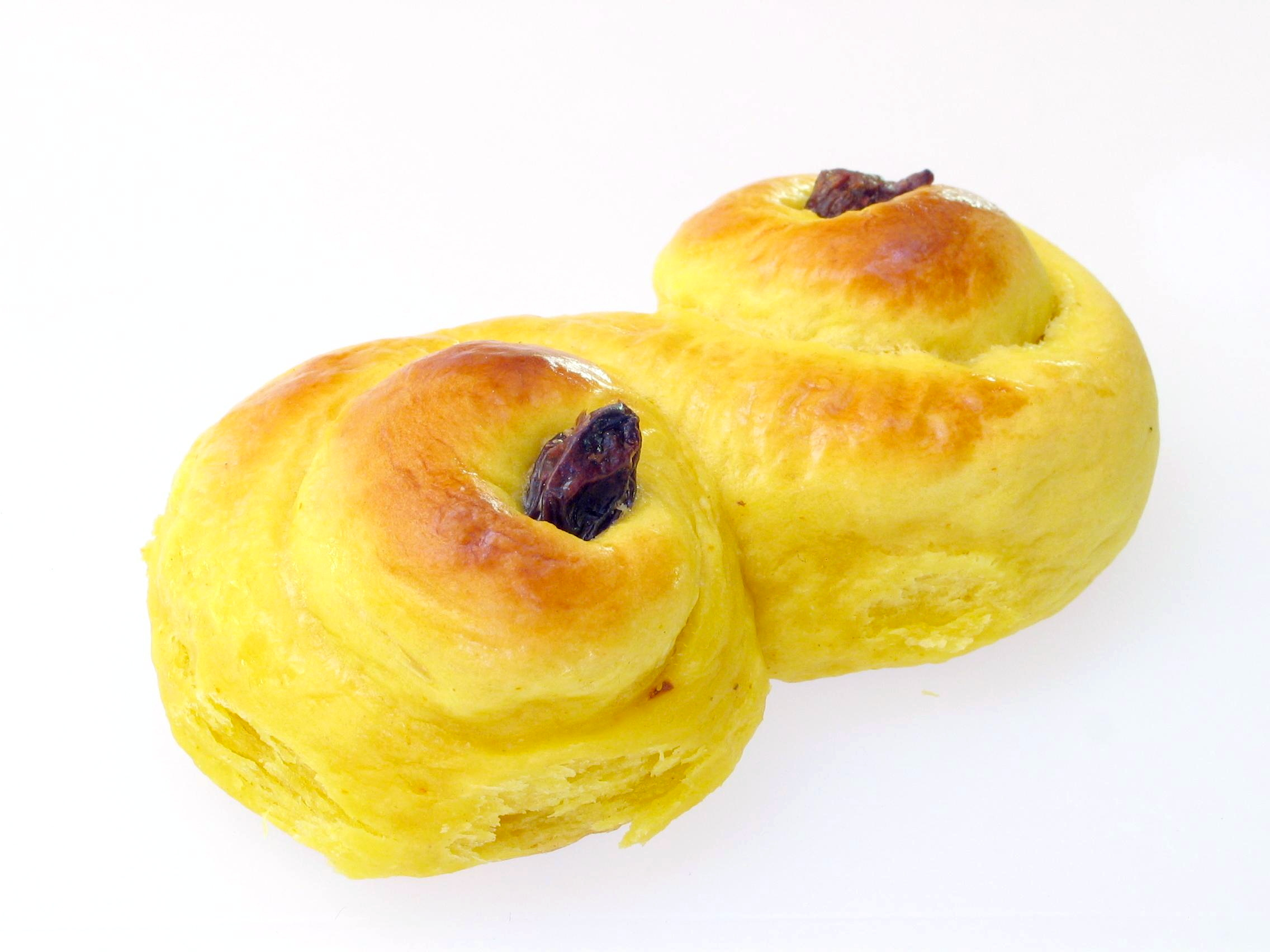
ルチアのロールパン。サフランを使うので黄色くなる。

伝統的なロールパンの一種、Lussekatt （ルチアのロールパン）はサフラン入りで、12月13日に食べられている。
聖ルチア祭はスウェーデンの休日ではないが、国で親しまれる行事である。ルチア祭の夕方から夜にかけ、騒々しいことで知られる。高校生などは、しばしば夜通しパーティーを開いている。

## デンマーク

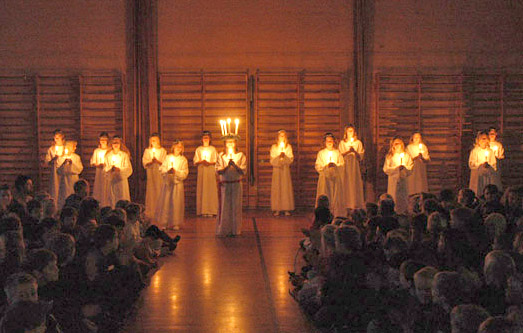
デンマークの学校でのルチア行列

デンマークでは、聖ルチアの日（デンマーク語：Luciadag）が1944年12月13日に初めて祝われた。スウェーデンの伝統をまねて導入されたものである。『闇の中から光が現れる』という意味合いは、第二次世界大戦中ドイツに国土を占領されていたデンマーク国民の抗議を潜在的に意味していたが、それまでこの行事は行われていなかったのである。
スウェーデンからもたらされた行事は、デンマークではキリスト教において中心に据えられる行事へ変質した。毎年クリスマス行事と連結して、ほとんどの教会で地方行事の一環として行われる。学校や幼稚園での聖ルチア祭は、クリスマス休暇前の最後の日に行われている。しかし、社会全体で行うというインパクトはない。
広く認知されなかったことで、特別の歴史的な伝統と祝祭がつながった。夜になる前に、ロウソクが点されて全ての電灯が消される。12月13日に最も近い日曜日には、デンマーク国民は伝統的に教会へ行くのである。
デンマークで歌われる『サンタルチア』は、明らかにキリスト教と密接な内容である。

## イタリア
聖ルチアは、北東イタリアのトレンティーノ、東ロンバルディア（ベルガモ、ブレッシャ、クレモナ、マントヴァ）、ヴェネト州の一部（ヴェローナ）、エミリア＝ロマーニャ州の一部（ピアチェンツァ、レッジョ・エミリア）では、良い子には贈り物をくれ、悪い子には石炭をくれるという聖人として、特に子供に人気がある。
子供たちは、ルチアに捧げる食べ物（サンドイッチや、クッキー、時期の料理）はないか尋ねてきて、ルチアが贈り物を運ぶ手助けをするよう空飛ぶロバの人形を用意する（贈り物は小麦粉、砂糖、塩などである）。子供たちは贈り物を配る聖ルチアを見ることができない。なぜなら、彼女は誰かに姿を見られたら、見た者の目に灰を投げて盲目にしてしまうからである。シチリア島や、シチリア島からの移民の間では、『クッチア』という小麦粒をゆでた料理が、聖ルチアの起こした奇跡の記念として食べられている。

## アメリカ合衆国
スカンディナヴィア諸国やドイツからの移民が多いアメリカ福音ルター派教会では、聖ルチアの聖名祝日12月13日を、着古した赤い式服を着てもてなす。通常、アドベント最中の日曜日は12月13日に近い日なので、スカンディナヴィアでの行進の伝統にのっとって祝われている。